# Can You Hear Me? (IUのアルバム)
『Can You Hear Me?』（キャン ユー ヒア ミー）は、韓国の女性ソロ歌手IUの日本1作目のミニアルバム。2013年3月20日にEMIミュージック・ジャパンから発売された。

## 概要
IUにとって初の日本オリジナル曲が収録された本作は、ジャネット・ジャクソンをスターダムに押し上げた伝説的なアメリカのプロデューサーチーム、Jimmy Jam & Terry LewisがIUのために書き下ろした2曲を始め、数々のJ-POPヒットを生み出してきた若きプロデューサーHIROらを迎え、よりモダンでよりダンサブルな世界基準のサウンドとともに、IUの伸びやかな歌声が響き渡る作品となった。
IUによる自作曲「Voice-mail」も収録され、ソングライターとしての彼女のオリジナリティーが確立されつつあることを証明した楽曲となっている。
先行配信として2月20日にリリースされた「New World」は春に向けてこれから旅立つ人々へ贈る、IUからのメッセージソングであり、歌詞サイトUtaTenにおいて1位となり、話題を呼んだ。
世界中で大ヒットを記録するフランスのミュージカル「ノートルダム・ド・パリ」（2013年2月27日～3月17日、東京：渋谷ヒカリエ内「東急シアターオーブ」にて公演）の フランス人キャストによる初来日公演がついに日本で実現し、その劇中の名曲「The Age Of The Cathedrals」をIUがカバーし、サポートソングになることが決定。「The Age Of The Cathedrals」はデジタルシングルとして2013年2月6日よりモバイルにて配信、2月13日よりPCにて配信された。また、本作の初回限定盤にボーナス・トラックとして収録されている。

## 収録曲
| #         | タイトル                      | 作詞                  | 作曲                                                | 時間  |
| --------- | ----------------------------- | --------------------- | --------------------------------------------------- | ----- |
| 1.        | 「Beautiful Dancer」          | HIRO                  | James Harris III, Terry Lewis, John Jackson         | 4:29  |
| 2.        | 「Truth」                     | HIRO                  | Jimmy Jam and Terry Lewis for FlyteTyme Production  | 3:37  |
| 3.        | 「Fairytale」                 | HIRO                  | Andy Love , Niclas Kings                            | 3:38  |
| 4.        | 「Voice-mail」                | IU（日本語詞:YADAKO） | IU                                                  | 4:06  |
| 5.        | 「New World」                 | YADAKO                | Ali Thomson , Christoffer Wikberg, Alina Devecerski | 3:49  |
| 6.        | 「The Age Of The Cathedrals」 |                       |                                                     | 3:06  |
| 合計時間: | 合計時間:                     | 合計時間:             | 合計時間:                                           | 22:45 |

初回限定盤
CDにはボーナス・トラックとして「The Age Of The Cathedrals」が収録。
DVD
- A Documentary Film of IU 2012～2013

日本デビューシングルからの1年間を振りかえるドキュメンタリー。未公開ライブシーンも収録された。

## チャート成績
オリコンチャート
- オリコンアルバムデイリー9位。
- オリコンアルバム週間23位。

USEN
- 有線リクエストランキング（2013年3月20日付）で「New World」が2位[6]。

## ミュージックビデオ
Beautiful Dancer
- 2013年3月9日深夜0時に公開された[7]。
- このミュージックビデオは、タイで1泊2日と強行スケジュールの中撮影された。耳の聞こえない少女に少年が声を感じる方法を教えるというストーリーで、声という媒体を通して互いの感情を感じ取る2人の少年少女の美しい思い出が、ダンスによって表現された。これまでのIUとは違った幻想的な雰囲気を放つストーリー性溢れる内容となっている[8]。